# عهد مریم
عهد مریم یک رمان کوتاه از نویسنده ایرلندی، کولم توبیناست. این کتاب در ۱۳ نوامبر ۲۰۱۲ توسط چارلز اسکریبنرز سانز منتشر شد.

## طرح
این رمان دربارهٔ دروغ‌هایی دربارهٔ زندگی مریم، مادر عیسی، در سن پیری است. او اعتقاد ندارد که پسرش پسر خدا بوده و از همکاری با نویسندگان انجیل‌ها که مرتباً به ملاقات او می‌آیند و غذا و سرپناه برای او فراهم می‌کنند، امتناع می‌ورزد.

## نقد
استقبال انتقادی اولیه از این کتاب مثبت بوده‌است، منتقدی برای ایرلند ایندیپندنت نوشت: «گفتن اینکه این یک رمان برای رمان‌نویس وکسفورد است، امری ناچیز است، اما به سختی می‌تواند مهم نباشد.» هاف‌پست همچنین درمورد تلاش‌های توبیین برای انسان سازی مریم اظهارنظر مطلوبی کرد و گفت: «عهد مریم یادآوری این است که عیسی واقعاً مادر داشت و او بازیچه هیچ‌کس نبود.»